# (21109) Sünkel
(21109) Sünkel – planetoida z pasa głównego asteroid okrążająca Słońce w ciągu 5 lat i 179 dni w średniej odległości 3,11 j.a. Została odkryta 4 września 1992 roku w Karl Schwarzschild Observatory w Tautenburgu przez Freimuta Börngena i Lutza Schmadela. Nazwa planetoidy pochodzi od Hansa Sünkela (ur. 1948), profesora geodezji i geoinformatyki na Uniwersytecie Technicznym w Grazu. Została zaproponowana przez Freimuta Börngena. Przed nadaniem nazwy planetoida nosiła oznaczenie tymczasowe (21109) 1992 RY.